# Seleção Neerlandesa de Futebol Feminino
A Seleção Neerlandesa de Futebol Feminino (em neerlandês: Nederlands vrouwenvoetbalelftal), comumente (mas impropriamente) denominada a "Seleção Holandesa de Futebol Feminino", representa os Países Baixos no futebol feminino internacional.

## História
Seu primeiro resultado de destaque foi o 3º lugar na Eurocopa Feminina de 2009. Em dezembro de 2010, participou do Torneio Internacional de Futebol Feminino em São Paulo junto com Brasil, Canadá e México e ficou em terceiro lugar. Aproximadamente sete anos depois, a seleção neerlandesa feminina de futebol obteve seu primeiro título europeu.
Finalista da Copa do Mundo de Futebol Feminino de 2019, tornou-se vice-campeã mundial após a derrota por 2–0 frente aos Estados Unidos.

## Campanhas de destaque
- Copa do Mundo
  - 2º lugar - 2019

- Eurocopa Feminina
  - 3º lugar - 2009

- Torneio Internacional de Futebol Feminino
  - 3º lugar - 2010

- Campeonato Europeu de Futebol Feminino Sub-17
  - 2º lugar - 2019